# Exechopsis versicolor
Exechopsis versicolor là một loài nhện trong họ Linyphiidae. Loài này được phát hiện ở Colombia và Ecuador.